# Family Guy (2.ª temporada)
A segunda temporada da série de comédia animada Uma Família da Pesada foi exibida na Fox de 23 de setembro de 1999 a 1 de agosto de 2000, e consiste de vinte e um episódios. A série segue a família disfuncional Griffin — o pai Peter, a mãe Lois, a filha Meg, o filho Chris, o bebê Stewie e o cão antropomórfico, Brian; todos residem na cidade de Quahog. O programa possui como dubladores o criador da série, Seth MacFarlane, Alex Bornstein, Seth Green, Lacey Chabert e mais tarde, Mila Kunis, interpretando os integrantes da família.
Com o fim da segunda temporada, devido aos baixos índices de audiência, a Fox optou por cancelar Uma Família da Pesada. No entanto, após uma decisão de última hora, retornou com a terceira temporada em 2001. A série foi cancelada novamente em 2002; contudo, a alta audiência no Adult Swim e a grande venda de DVDs fez com que a Fox voltasse a se interessar pelo seriado. O programa retornou com um total de 35 episódios em 2004.
A temporada recebeu uma recepção positiva dos críticos, que chamaram o seriado de "extremamente espirituoso e sombriamente hilário", e que foi "infelizmente" cancelado. O box Volume Um foi lançado na Região 1 em 15 de abril de 2003 e na Região 2 em 12 de novembro de 2001. Todos os vinte e um episódios da temporada estão incluídos neste volume. Os sete episódios da primeira temporada também estão inclusos.

## Episódios
Veja também: Lista de episódios de Family Guy
| Total | Nº | Título                                                                   | Direção                 | Escritor                                                                                     | Data de exibição original | Código de produção |
| --- | -- | ------------------------------------------------------------------------ | ----------------------- | -------------------------------------------------------------------------------------------- | ------------------------- | ------------------ |
| 8 | 1  | "Peter, Peter, Caviar Eater Peter na Alta Sociedade"                     | Jeff Myers              | Chris Sheridan                                                                               | 23 de setembro de 1999    | 1ACX08             |
| Um dos parentes de Lois morre, deixando a ela e ao restante da família sua elegante mansão. No entanto, Peter começa a pensar que é rico e dá o último lance em um leilão de caridade, dando $100 milhões por um vaso; já que não pode pagar, tenta convencer os outros de que sua casa possui um alto valor, tentando trocá-la pelo lance. Depois de várias tentativas frustradas de "provar" que a Mansão Cherrywood tinha valor histórico suficiente para pagar a dívida, Peter se reconcilia com Lois e ao mesmo tempo, encontra várias fotografias escondidas, as quais mostram várias figuras americanas famosas (como Abraham Lincoln, Robert E. Lee e Ulysses S. Grant) na casa, que antigamente, era um bordel. A descoberta permite que Peter compre sua antiga casa de volta após vender as fotos para tabloides. Mais tarde, ele decide que não irá mais ligar para o que os parentes de Lois pensam sobre ele, chamando-os de "um monte de cafetões e prostitutas". |    |                                                                          |                         |                                                                                              |                           |                    |
| 9 | 2  | "Holy Crap Minha Nossa!"                                                 | Neil Affleck            | Danny Smith                                                                                  | 30 de setembro de 1999    | 1ACX11             |
| O devoto religioso pai de Peter, Francis, que foi recentemente despedido, vem fazer uma visita, mas se mostra intolerante com as pessoas e torna a vida de todos miserável. Ainda assim, Peter tenta criar um vínculo com ele, já que a figura paterna sempre foi negligente com o filho. Quando todas as suas tentativas falham, ele decide sequestrar o Papa, ao se fingir de motorista dele, para que os conflitos pudessem ser resolvidos. Então, leva a santidade para sua casa para que agisse como mediador de seus problemas. Mais tarde, Peter faz as pazes com Francis, que é contratado como segurança durante a visita do Papa nos Estados Unidos, empurrando as pessoas que não possuíam permissão para ficar perto do religioso e até mesmo aquelas que tinham permissão, se estas estivessem no meio do caminho, como os administradores da Fox, deixando o Papa com receio. No fim do episódio, a mãe de Peter aparece na porta de sua casa, dizendo que quer viver com a família, fazendo com que todos fugissem de imediato. |    |                                                                          |                         |                                                                                              |                           |                    |
| 10 | 3  | "Da Boom A Bomba"                                                        | Bob Jacques             | Neil Goldman e Garrett Donovan                                                               | 26 de dezembro de 1999    | 2ACX06             |
| Depois que um homem vestido de galo avisa Peter que o mundo irá acabar por causa do Y2K, decide trancar sua família no porão em 31 de dezembro de 1999. Acontece um holocausto nuclear, destruindo grande parte do mundo e causando mutação, ferindo, ou matando grande parte dos cidadãos de Quahog. A família decide viajar com os cidadãos sobreviventes da cidade, se mudando para Natick, na esperança de que a fábrica de Twinkie estivesse inteira ainda; durante a viagem, Stewie fica exposto à radiação e se transforma em um polvo. No entanto, após a chegada, descobrem que a fábrica está deserta, e devem sobreviver junto com os outros cidadãos da cidade em Natick (chamada agora de "Nova Quahog"). Peter é eleito o prefeito da cidade, mas comete erros fatais e é expulso de "Nova Quahog" juntamente com sua família, por uma multidão raivosa, que cantava "Pé esquerdo, pé direito" enquanto eles partiam. O episódio termina com uma sequência envolvendo Pamela Barnes Ewing acordando e procurando seu marido Bobby no chuveiro. Ela conta para ele sobre o episódio, que era um sonho, mostrando que tudo não passou de uma retcon, sendo uma paródia do episódio de Dallas, "Blast from the Past". |    |                                                                          |                         |                                                                                              |                           |                    |
| 11 | 4  | "Brian in Love Brian Apaixonado"                                         | Jack Dyer               | Gary Janetti                                                                                 | 7 de março de 2000        | 2ACX01             |
| Stewie está sendo culpado por urinar em toda a casa; porém, o real responsável é Brian. Depois de urinar mais uma vez no tapete durante a noite, o bebê é novamente culpado. Na manhã seguinte, Peter decide que Stewie deve começar a utilizar o penico, sem sucesso. Quando a família vai ao supermercado local comprar suprimentos, Brian urina no caixa, mostrando a todos que o garoto é inocente. A família aconselha Brian a procurar uma terapia, e o psiquiatra Dr. Kaplan acredita que ele sofre de uma crise da meia-idade. O cão decide se divertir e vai explorar o mundo, mas quando retorna para casa, Stewie decide se vingar ao urinar em toda a sala de estar. Brian é acusado de fazer isso e a família decide levá-lo novamente ao Dr. Kaplan para que descobrisse a verdadeira causa do problema. Após revelar que seu acidente mais recente ocorreu depois de ver Lois e Peter fazendo uma briga com água enquanto lavavam o carro, o médico informa que Brian está apaixonado por Lois. Depois de discutir a situação, o cão e a mulher decidem continuar como amigos. Mais tarde, Brian decide viver a vida o máximo possível, indo praticar golfe com Peter.                                            |    |                                                                          |                         |                                                                                              |                           |                    |
| 12 | 5  | "Love Thy Trophy Ame teu Troféu"                                         | Jack Dyer               | Mike Barker e Matt Weitzman                                                                  | 14 de março de 2000       | 1ACX13             |
| Os vizinhos brigam por um troféu ganhado pelo melhor carro alegórico da parada, e o objeto acaba sendo roubado, fazendo com que todos se tornassem suspeitos. Enquanto isso, Meg começa a trabalhar como empregada em um restaurante de panquecas, ganhando dinheiro suficiente para comprar uma bolsa da Prada; porém, começa a afirmar que Stewie é seu filho viciado em crack, para que pudesse ganhar algumas gorjetas a mais. |    |                                                                          |                         |                                                                                              |                           |                    |
| 13 | 6  | "Death Is a Bitch A Morte É uma Droga"                                   | Michael Dante DiMartino | Ricky Blitt                                                                                  | 21 de março de 2000       | 1ACX14             |
| Peter consegue se livrar do pagamento da conta do hospital ao se declarar como morte, e acaba recebendo uma visita da Morte. No entanto, ela acaba se machucando enquanto perseguia Peter, sendo incapaz de fazer seu trabalho, o que torna todos imortais. Assim, Peter ficaria na terra como o novo Grim Reaper. |    |                                                                          |                         |                                                                                              |                           |                    |
| 14 | 7  | "The King Is Dead O Rei Está Morto"                                      | Monte Young             | Craig Hoffman                                                                                | 28 de março de 2000       | 1ACX15             |
| Lois é apontada como a nova diretora da companhia de teatro de Quahog, depois que o antigo diretor morre, e decide produzir O Rei e Eu. Ela coloca Peter na função de produtor para mantê-lo longe de seu caminho, mas seus planos de reproduzir a peça fazem com que o marido comece a influenciar na produção e acabe tomando o papel de diretor. |    |                                                                          |                         |                                                                                              |                           |                    |
| 15 | 8  | "I Am Peter, Hear Me Roar Eu Sou Peter, Ouça a Minha Voz"                | Monte Young             | Chris Sheridan                                                                               | 28 de março de 2000       | 2ACX02             |
| Depois de contar uma piada sexual no trabalho, Peter é forçado a ir em um acampamento feminino e acaba voltando sensível e afeminado. Lois e os outros ficam incomodados com a nova atitude do homem, e quando a situação piora, eles fazem de tudo para restaurar as atitudes masculinas dele. |    |                                                                          |                         |                                                                                              |                           |                    |
| 16 | 9  | "If I'm Dyin', I'm Lyin' Que Caia um Raio na Minha Cabeça"               | Swinton O. Scott III    | Chris Sheridan                                                                               | 4 de abril de 2000        | 1ACX12             |
| Quando o programa favorito de Peter e Chris é cancelado, o homem inventa que o filho sofre de uma doença terminal e diz para a "Fundação Grant-A-Dream" que seu último desejo é ver o programa novamente no ar. Quando Chris não morre, no entanto, Peter vai longe demais e declara ser um curador, iniciando sua própria religião. |    |                                                                          |                         |                                                                                              |                           |                    |
| 17 | 10 | "Running Mates Colegas de Eleição"                                       | John Holmquist          | Neil Goldman e Garrett Donovan                                                               | 11 de abril de 2000       | 1ACX09             |
| Lois está concorrendo para ser Presidente da Comissão Escolar de Quahog, mas Peter decide concorrer contra ela para salvar o emprego de seu professor favorito, sujando a imagem da esposa e vencendo de virada. As coisas ficam ruins quando Chris é pego com revistas pornográficas na escola e Peter precisa acertar seus erros. |    |                                                                          |                         |                                                                                              |                           |                    |
| 18 | 11 | "A Picture Is Worth a 1,000 Bucks Uma Imagem Vale Mais que 1.000 Pratas" | Gavin Dell              | Craig Hoffman                                                                                | 18 de abril de 2000       | 2ACX07             |
| Peter começa a ficar com medo de que seu nome não será lembrado, e começa a fazer seu próprio legado. Quando vende uma pintura que Chris havia feito para ele, descobre que pode usar o talento do filho para fazer seu desejo se tornar realidade, levando a família para Nova Iorque e podendo ver Chris se transformar em uma personalidade. |    |                                                                          |                         |                                                                                              |                           |                    |
| 19 | 12 | "Fifteen Minutes of Shame Quinze Minutos de Vergonha"                    | Scott Wood              | Steve Callaghan                                                                              | 25 de abril de 2000       | 2ACX08             |
| Depois de se envergonhar durante uma festa do pijama por causa de sua família, Meg leva-os para um talk show para se vingar deles, onde um produtor de TV decide transformar a vida da família disfuncional Griffin em um reality show. As coisas começam a dar errado e Meg abandona todos, enquanto a família vai sendo substituída pouco a pouco no programa. |    |                                                                          |                         |                                                                                              |                           |                    |
| 20 | 13 | "Road to Rhode Island Estrada para Rhode Island"                         | Dan Povenmire           | Gary Janetti                                                                                 | 30 de maio de 2000        | 2ACX12             |
| Brian se oferece para trazer Stewie de volta da casa de seus avôs em Califórnia, mas ambos perdem o avião e devem viajar a pé em uma jornada que atravessa o país para chegar em Quahog. Enquanto isso, Peter fica viciado ao assistir uma coleção de conselhos para casamentos, apresentado por uma estrela pornô. |    |                                                                          |                         |                                                                                              |                           |                    |
| 21 | 14 | "Let's Go to the Hop Vamos ao Topo"                                      | Glen Hill               | Matt Weitzman e Mike Barker                                                                  | 6 de junho de 2000        | 2ACX04             |
| Peter vai disfarçado para a escola para que os alunos parassem de lamber sapos, uma espécide de droga, e acaba se tornando popular na escola de Meg. A garota pede que o pai leve-a ao baile escolar que está chegando, em uma tentativa de ser popular, porém Peter decide ir com a popular Connie D'Amico. |    |                                                                          |                         |                                                                                              |                           |                    |
| 22 | 15 | "Dammit Janet! Maldita Janet!"                                           | Bert Ring               | Matt Weitzman e Mike Barker                                                                  | 13 de junho de 2000       | 2ACX09             |
| Stewie é enviado para uma creche, assim, pode aprender a conviver com a sociedade. Lá, acaba se apaixonando por uma garota, Janet. Enquanto isso, Lois começa a desejar que sua vida fosse mais agitada, e começa a trabalhar como comissária de bordo a pedido de Peter, que pode aproveitar o emprego da esposa para viajar gratuitamente. |    |                                                                          |                         |                                                                                              |                           |                    |
| 23 | 16 | "There's Something About Paulie Quem Vai Ficar com Paulie?"              | Monte Young             | Ricky Blitt                                                                                  | 27 de junho de 2000       | 1ACX10             |
| Peter se torna amigo do sobrinho do chefe de uma máfia, Paulie, o gordo, enquanto pagava uma dívida. Contudo, quando diz que Lois não permite que ambos saiam juntos, Paulie interpreta a situação de forma errada e pensa que Peter quer a morte da esposa, para que pudessem continuassem a amizade. Peter precisa encontrar um jeito de desfazer o desentendido. |    |                                                                          |                         |                                                                                              |                           |                    |
| 24 | 17 | "He's Too Sexy for His Fat Ele É Muito Sexy para a Sua Gordura"          | Glen Hill               | Chris Sheridan                                                                               | 27 de junho de 2000       | 2ACX10             |
| Chris fica inseguro em relação ao seu peso e começa uma dieta, mas Peter sugere que faça uma cirurgia plástica e acaba fazendo isso em si mesmo. Agora que é magro e bonito, ele começa a receber tratamentos especiais nos lugares que vai, enquanto Lois, contrariando suas morais, não consegue resistir ao marido. Ao mesmo tempo, Stewie começa a comer exageradamente para provocar Chris, entretanto, acaba sofrendo de obesidade infantil. |    |                                                                          |                         |                                                                                              |                           |                    |
| 25 | 18 | "E. Peterbus Unum Peter, o Presidente"                                   | Rob Renzetti            | Neil Goldman e Garrett Donovan                                                               | 12 de julho de 2000       | 2ACX13             |
| Enquanto confrontava o prefeito com assuntos relacionados à sua casa, Peter descobre que seu lar não está em nenhum lugar do mapa, isolando sua casa de todo o resto dos Estados Unidos e criando o país "Petoria". Seu país não é respeitado, então invade os Estados Unidos e anexa a piscina de Joe ao seu território. |    |                                                                          |                         |                                                                                              |                           |                    |
| 26 | 19 | "The Story on Page One A História da Primeira Página"                    | Gavin Dell              | Craig Hoffman                                                                                | 18 de julho de 2000       | 2ACX14             |
| Meg entra para o clube de jornal escolar para atender aos requisitos da Universidade Brown, mas Peter substitui seu artigo original por um sobre a suposta homossexualidade de Luke Perry. Isto faz com que Meg seja acusada na justiça por Luke, então, o pai decide "provar" que o ator é gay. |    |                                                                          |                         |                                                                                              |                           |                    |
| 27 | 20 | "Wasted Talent Talento Desperdiçado"                                     | Bert Ring               | História por: Dave Collard e Kevin Goin Produção televisiva por: Mike Barker e Matt Weitzman | 25 de julho de 2000       | 2ACX15             |
| Peter ganha um mágico passeio em uma cervejaria cujo proprietário é Pawtucket Pat (à la A Fantástica Fábrica de Chocolate), enquanto Lois desesperadamente procura por um talentoso pianista para ganhar da rival em uma competição de talentos que ocorrerá em breve, e acaba encontrando o talento em seu marido, que somente toca profissionalmente enquanto está bêbado. |    |                                                                          |                         |                                                                                              |                           |                    |
| 28 | 21 | "Fore Father Pai Adotivo"                                                | Scott Wood              | Bobby Bowman                                                                                 | 1 de agosto de 2000       | 2ACX16             |
| Peter acha que seu filho não é responsável, então, arruma um emprego para ele no curso de golfe. Ao mesmo tempo, descobre que o filho de Cleveland tem potencial para se tornar um grande jogador de golfe, abandonando Chris para treinar o hiperativo Cleveland Jr. Desencorajado, Chris encontra uma nova figura paterna em Quagmire. |    |                                                                          |                         |                                                                                              |                           |                    |

## Produção
Em 2002, Uma Família da Pesada foi cancelada depois de três temporadas devido às baixas audiências. O programa foi, primeiramente, cancelado após a temporada de 1999–2000, mas seguindo uma decisão de última hora, retornou para uma terceira temporada em 2001. Durante a terceira temporada, a Fox anunciou que a série tinha sido cancelada pelo bem. O canal tentou vender os direitos para a reexibição do programa, mas foi difícil encontrar outras redes interessadas; o Cartoon Network comprou os direitos, "[...] basicamente de graça", de acordo com o presidente da 20th Century Fox Television Production. Enquanto as reexibições foram exibidas no Adult Swim em 2003, Uma Família da Pesada se tornou o programa mais assistido do quadro, com cerca de 1,9 milhões de telespectadores por episódio. Seguindo os altos índices de audiência no Adult Swim, a primeira temporada foi lançada em DVD em abril de 2003. As vendas atingiram 2,2 milhões de cópias, e ganharam o título de melhor venda de DVD televisivo de 2003 e o segundo melhor de todos os tempos, atrás somente da primeira temporada do Chappelle's Show da Comedy Central. A segunda temporada em DVD também vendou mais de um milhão de cópias. A popularidade do seriado tanto em vendas de DVD quanto em reexibições reacenderam o interesse da Fox no programa. Foram feitos 35 novos episódios em 2004, marcando a primeira volta de um programa de televisão baseado em vendas de DVD. A presidenta da Fox, Gail Berman, disse que o cancelamento desta série foi uma das decisões mais difíceis de ser tomada, e ficou bastante feliz com o seu retorno. O canal também começou a produção de um filme baseado no seriado.

## Recepção

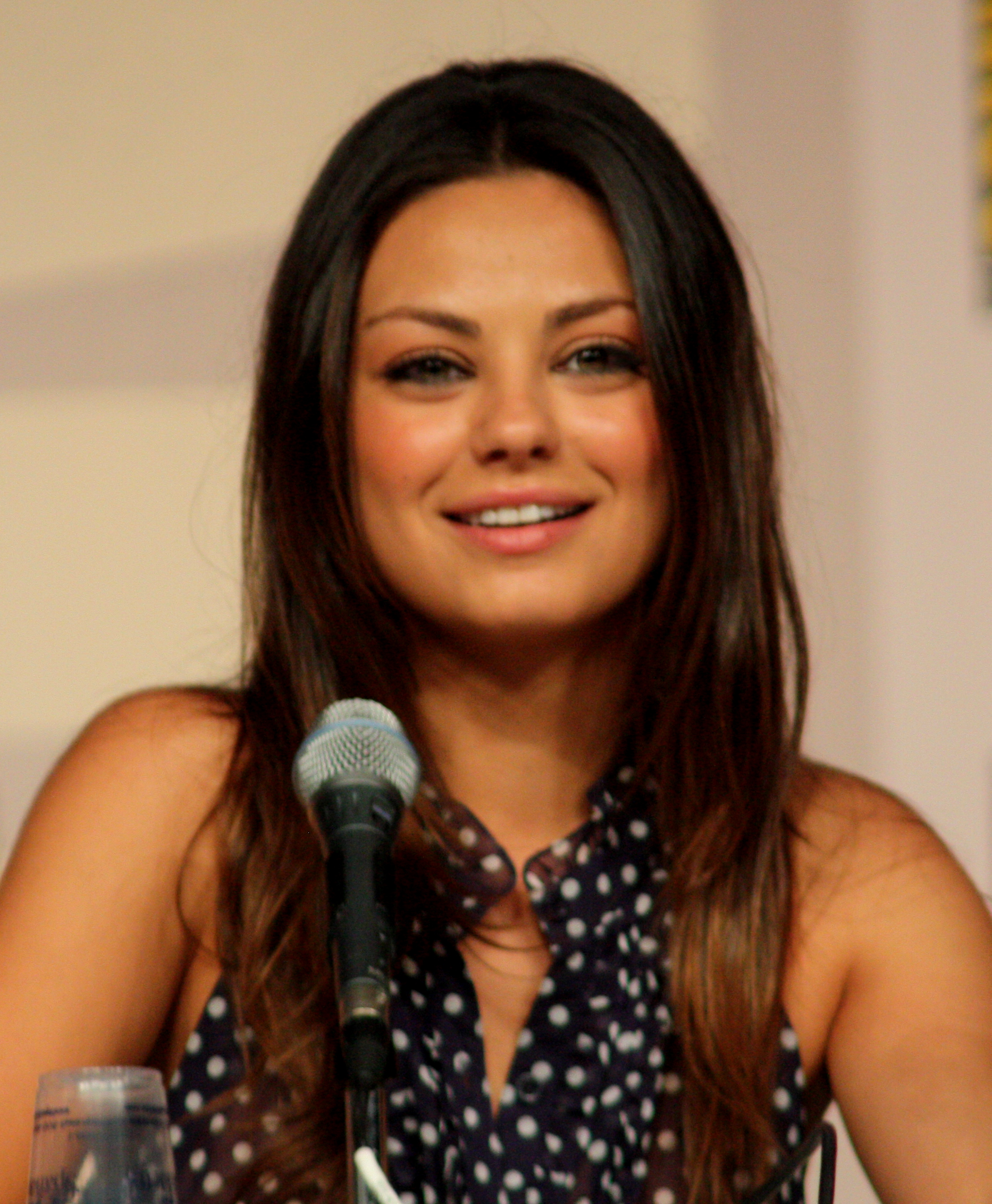
Mila Kunis faz a voz de Meg.

A segunda temporada de Uma Família da Pesada recebeu avaliações favoráveis de críticos. Aaron Beierle do DVD Talk disse "Muitas vezes brilhante, extremamente espirituoso e com humor negro hilário, Uma Família da Pesada foi infelizmente cancelada depois que a Fox percebeu variações no tempo diferentes por seis ou sete vezes. Fãs do programa deveriam adquirir estes episódios magníficos [sic], enquanto aqueles que não assistiram deveriam dar uma chance e assistí-los." Poucos críticos responderam negativamente, incluindo Ken Tucker da Entertainment Weekly, que deu a nota "D" para a série, e nomeou-a como o pior programa da temporada televisiva de 1999-2000. Mark Graham notou a "incrível relação conturbada de MacFarlane tanto com a revista quanto com seu principal crítico televisivo, Ken Tucker" em um blog do site da revista New York Magazine. Tucker também fez críticas em relação ao visível antissemitismo. L. Brent Bozell III expressou em uma coluna escrita em 1999 que sentiu que o episódio "Minha Nossa!" promovia o anticatolicismo.
O Parents Television Council, frequente crítico de Uma Família da Pesada, inicialmente especulou que a série seria inovadora antes da estreia, em 1999. Em maio de 2000, no boletim informativo via e-mail semanal, "E-Alert", a PTC publicou uma carta escrita para a rede Fox persuadindo o cancelamento de Uma Família da Pesada, seguindo o retorno de um longo hiato da segunda temporada do programa, devido ao que a PTC chamou de "forte resistência anunciante e baixas audiências". Em adição, Uma Família da Pesada compôs a lista de "pior programa de horário nobre para a família".

## Lançamento de DVD
A primeira e segunda temporadas foram lançadas sob o título Uma Família da Pesada Volume Um; esse padrão de quatro discos de DVD passou a ser comercializado na Região 1 em 15 de abril de 2003, três meses antes da estreia da terceira temporada. Distribuída pela 20th Century Fox Television, possui vários extras, como comentários de episódios, atrás das cenas e promo spots online. Os mesmos episódios, sem os extras, foram lançados na Região 2 em 12 de novembro de 2001 e na Região 4 em 20 de outubro de 2003.